# Голубка Іван Васильович
Іва́н Васи́льович Голу́бка (1996—2023) — молодший сержант Збройних сил України, учасник російсько-української війни, що відзначився у ході російського вторгнення в Україну. Герой України (посмертно).

## Життєпис
Народився 12 січня 1996 року в с. Дебеславці Коломийського району Івано-Франківської області. Навчався у місцевій школі. Рано залишився без мами – вона померла від онкології. Допомагав батькові у вихованні сестри-інваліда.
Здобув фах автомеханіка у Коломийському індустріальному педагогічному коледжі. Потім вступив у Тернопільський національний університет імені В. Гнатюка. Пройшов строкову військову службу. В цивільному житті працював у сфері будівництва – займався ремонтом квартир і будинків. 
З перших днів російського вторгнення в Україну став на захист країни. Був заступником командира БМП 109 батальйону 10-ї окремої гірсько-штурмової бригади «Едельвейс».
Загинув 5 червня 2023 року поблизу с. Яковлівка Бахмутського району під час штурму ворожих позицій. Отримав осколкове поранення .
Похований 21 червня 2023 на Алеї Слави у рідному селі.
Залишилася наречена

## Нагороди
- Звання Герой України з удостоєнням ордена «Золота Зірка» (5 грудня 2024, посмертно) — за особисту мужність і героїзм, виявлені у захисті державного суверенітету та територіальної цілісності України, самовіддане служіння Українському народові[4][2].

## Вшанування пам'яті
- 3 жовтня 2023 на фасаді школи в с. Дебеславці, де навчався Іван Голубка, встановлено меморіальну дошку[5].